# Marco Jačov
Marco Jačov (ur. 6 lutego 1949 w miejscowości Donje Ceranje w Dalmacji, zm. 8 stycznia 2022) – chorwacki historyk, członek (od 1996) Polskiej Akademii Umiejętności w Krakowie.

## Życiorys
Absolwent uniwersytetu w Belgradzie i Katolickiego Uniwersytecie w Louvain w Belgii (jego mistrzem był Roger Aubert). Zaangażowany w działalność antykomunistyczną, był zmuszony opuścić Jugosławię. Studia uzupełniał w Instytucie Historii Europejskiej w Moguncji. Od 1991 jest profesorem historii nowożytnej, a od 2002 profesorem zwyczajnym historii Europy Wschodniej na Uniwersytecie w Lecce oraz Uniwersytecie La Sapienza w Rzymie. Wykładał na Wydziale Nauk Politycznych Uniwersytetu Roma Trę i na Wydziale Filozofii Uniwersytetu LUMSA w Rzymie. Od 2007 był profesorem honorowym Uniwersytetu Rzeszowskiego. Był prezydentem Międzynarodowego Centrum Międzyuniwersyteckiego dla Śródziemnomorza, Europy Środkowo-Wschodniej i Eurazji. Zajmował się dziejami Imperium Osmańskiego oraz historią Europy w czasach nowożytnych.

## Wybrane publikacje
- Le missioni cattoliche nei Balcani durante la guerra di Candia (1645-1669), vol. 1-2, Città del Vaticano: Biblioteka Apostolica Vaticana 1992.
- Europa i Osmanie w okresie Lig Świętych: Polska między Wschodem a Zachodem, Kraków: PAU 2003.
- La questione d'oriente vista attraverso la tragedia Armena (1894-1897), Kraków: Polska Akademia Umiejętności 2011.
- Il primo genocidio eseguito contro gli Armeni = Pierwsze ludobójstwo dokonane na Ormianach (1894-1897), Roma: Academia Polacca delle Scienze e delle Lettere - Kraków: Polska Akademia Umiejętności 2012.
- (redakcja) Sfida di Giovanni Paolo II per l'uomo del XXI secolo: atti del Convegno Internazionale, svoltosi presso l'Università del Salento dal 15 al 18 novembre 2011, coord. sci. Marko Jačov e Franciszek Ziejka, Lecce: Universitas Studiorum Lupiensis - Cracovia: Accademia Polacca delle Scienze e delle Lettere 2013.
- (redakcja) Przesłanie Jana Pawła II na XXI wiek, red. Marko Jačov, Franciszek Ziejka, Władysław Zuziak, Kraków: Uniwersytet Papieski Jana Pawła II. Wydawnictwo Naukowe 2014.
- (redakcja) Ormiański pasterz Lwowa Ksiądz Arcybiskup Józef Teodorowicz na tle dziejów ormiańskich, red. Włodzimierz Osadczy, Mirosław Kalinowski, Marko Jacov, tł. z jęz wł. Mirosław Brzeziński, Lwów - Lublin: Wydawnictwo KUL 2015.